# Thomas Bierling
Thomas Bierling (* 13. Februar 1968 in Karlsruhe) ist ein deutscher Jazz-Pianist, Komponist und Musikproduzent.

## Leben
Bierling erhielt ab dem 10. Lebensjahr klassischen Klavierunterricht und beschäftigte sich ab dem 14. Lebensjahr mit Jazz, Pop und allen Formen der U-Musik. Mit 16 Jahren gründete er eigene Jazzformationen. Er studierte Physik an der Universität Karlsruhe, um danach als Unternehmensberater tätig zu sein. Parallel dazu baute er die Tätigkeit als Bandleader, Komponist und Arrangeur aus. 1994 veröffentlichte der Hohner Verlag sein Buch Das Tanzmusikbuch, 2011 erschien sein Buch Sinnes-Wandel. Er hat mehrere CD-Veröffentlichungen vorgelegt. Bierling ist Mitglied der Karlsruher Freimaurerloge Leopold zur Treue.

## Kompositionen
Im Jahr 2005 hat Thomas Bierling im Rahmen der Bewerbung der Stadt Karlsruhe als Europäische Kulturhauptstadt 2010 zusammen mit Eva Weis und Peter Lehel die ersten 19 Artikel des Grundgesetzes vertont. Das Werk trägt den Titel Recht harmonisch und ist auf CD bei dem Label Antes Edition erschienen. Als weltweit erste Vertonung eines Gesetzestextes hat das Werk eine beachtliche Medienresonanz erzielt.
Darüber hinaus hat er zahlreiche Kompositionen in vielerlei Stilrichtungen veröffentlicht,  unter anderem
- „1806 – Freiheit verbindet“ (Orchesterkomposition zum 200-jährigen Jubiläum des Großherzogtums Baden)
- Projekt „Der kleine Prinz“, szenische Musik zu einer Vernissage/Lesung der Malerin Brigitte Sommer
- szenische Musik zu mehreren Theaterstücken für das Kammertheater Karlsruhe
- zahlreiche Kabarett-Chansons für das Karlsruher Kabarett Die Spiegelfechter und für die Kabarettistin Yvonne Fendel
- Top Secret - The NSA Rhapsody
- Lebenslust & Lessinglieder, 12 Kompositionen nach Texten von Gotthold Ephraim Lessing
- zahlreiche weitere Kompositionen im Bereich Jazz, Pop, U-Musik und Easy Listening

## Live-Projekte
Thomas Bierling ist mit mehreren Live-Projekten aktiv:
- seit 1998 eigenes Jazz-Quartett „Zartbitter“
- seit 1989 musikalischer Leiter des Tanzorchesters SchwarzWeiß Baden-Baden
- seit 2002 als Pianist für die Kabarettistin Yvonne Fendel
- 2002–2007 als Pianist für das Karlsruher Kabarett Die Spiegelfechter
- seit 2005 als Pianist für die Sopranistin Gabrielle Heidelberger

## Labels und Musikproduktion
Thomas Bierling ist Inhaber der Tonträger-Labels Yeotone und Fidelitas Records.